# Inokom

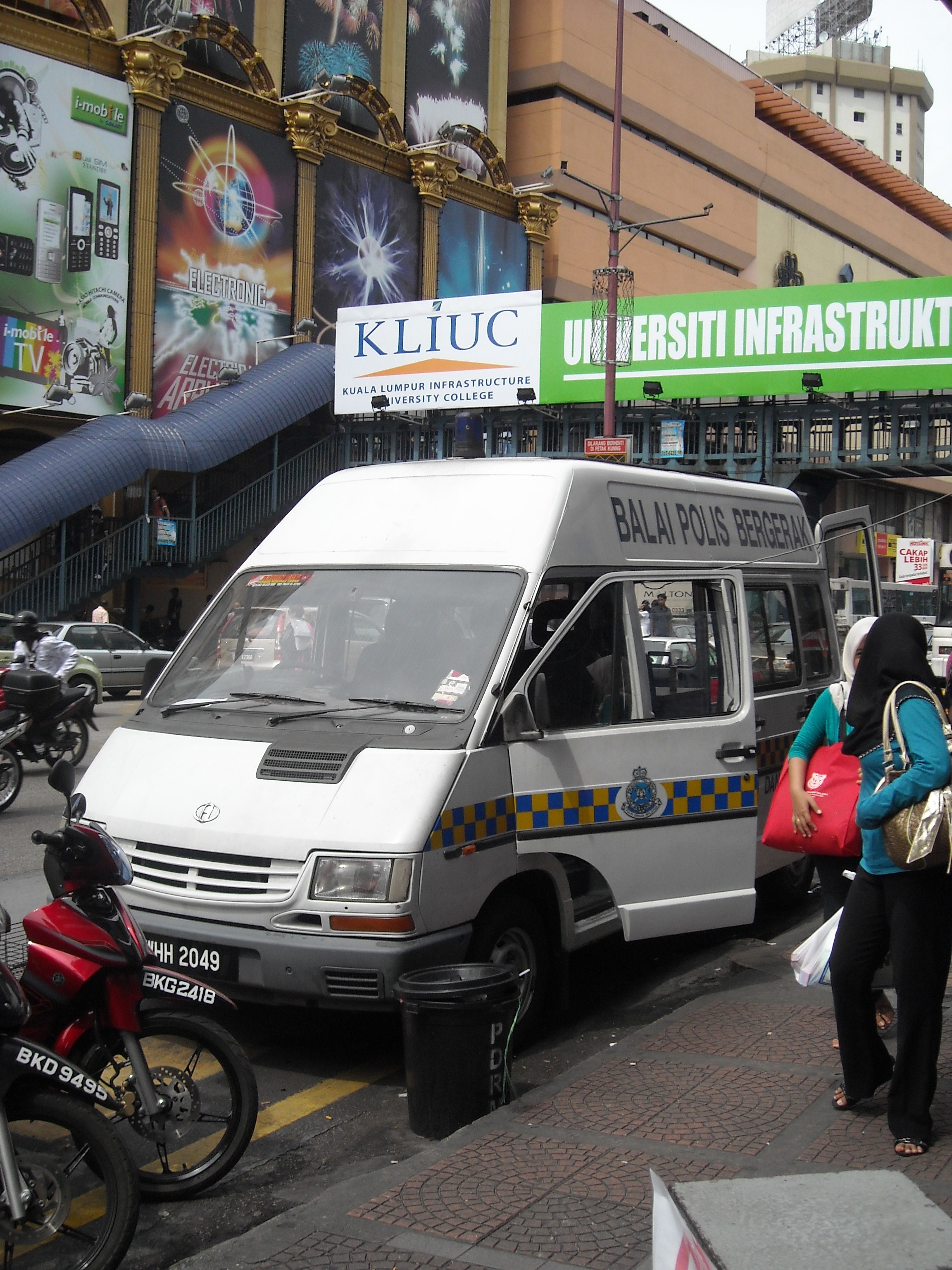
Inokom Permas

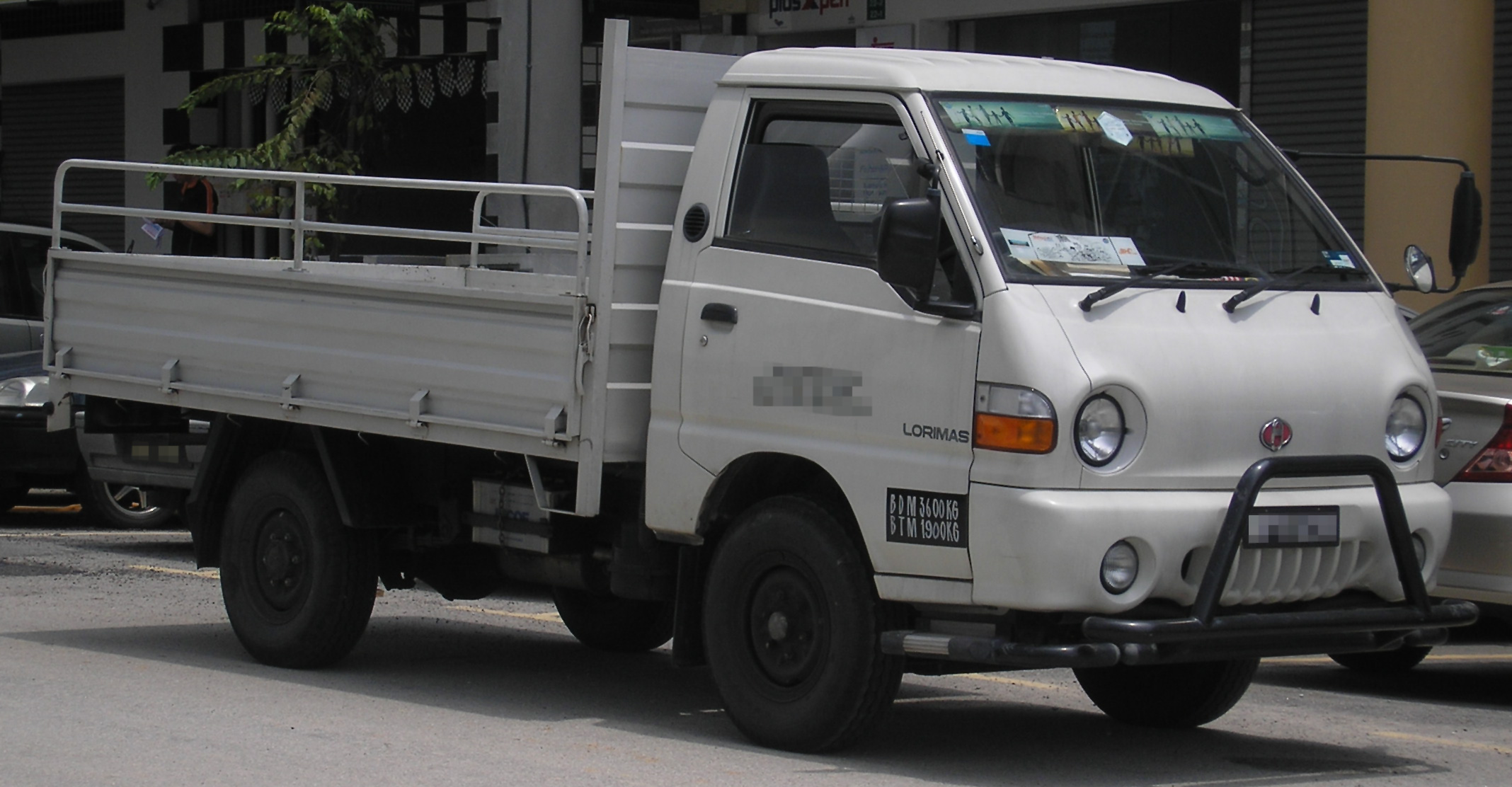
Inokom Lorimas

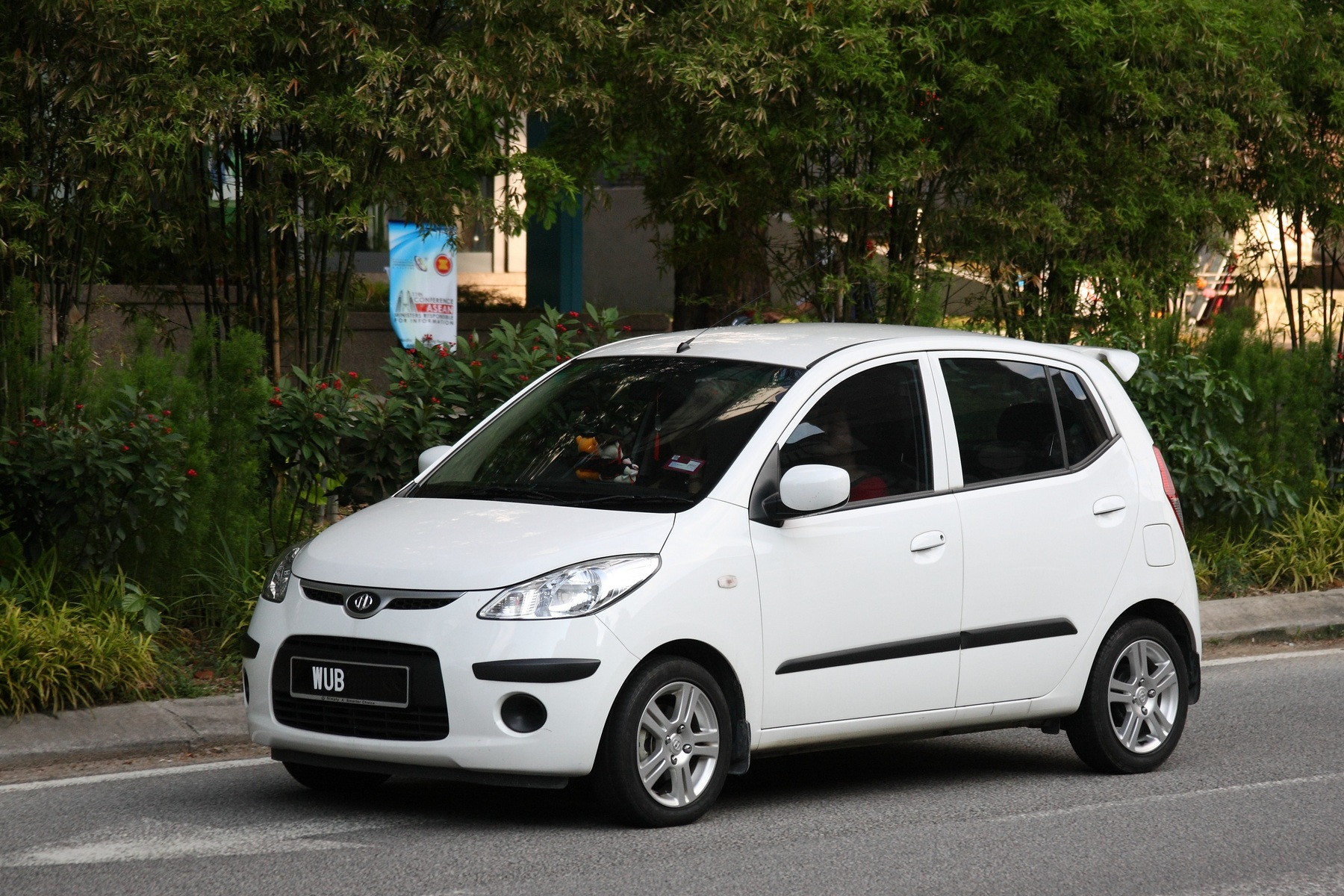
Inokom i10

Inokom Corporation Sdn Bhd ist ein malaysischer Hersteller von Automobilen.

## Unternehmensgeschichte
Das Unternehmen entstand 1992 als ein Joint Venture zwischen Berjaya Group Berhad, Pesumals, Renault und Hyundai. Sime Darby Motors ist die Muttergesellschaft. Die Produktion von Automobilen begann. Der Markenname lautet unter anderem Inokom. Der Sitz war ursprünglich in Selangor und seit 2008 in Kulim im Staat Kedah. 2012 stellte das Unternehmen etwa 14.000 Fahrzeuge her.

## Fahrzeuge
Das erste Modell Permas war die Lizenzausgabe des Renault Trafic. Später folgte der Lorimas nach Hyundai-Lizenz.
Nach Angaben des Unternehmens werden die Hyundai-Modelle Elantra und i10 sowie Santa Fe unter der Marke Inokom angeboten (Stand Dezember 2015).
Das Unternehmen montiert im Completely-Knocked-Down-System die Modelle BMW X1, BMW X3, BMW 3er und BMW 5er, Mazda 3 und Mazda CX-5 sowie seit April 2014 den Ford Transit.
Außerdem werden Fahrzeuge der Marken Foton, Jinbei, Land Rover und Mini gefertigt (Stand Dezember 2015).